# لبلاب وسادي الأوراق
لبلاب وسادي الأوراق أو خاتمي (الاسم العلمي:Convolvulus pilosellifolius) هو نوع من النباتات يتبع جنس اللبلاب من الفصيلة اللبلابية.